# Pamlico Sound

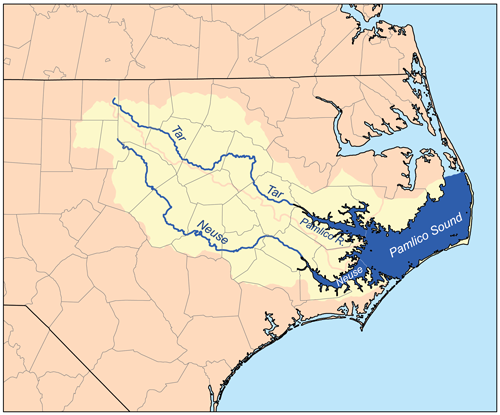
Bacino idrografico

Pamlico Sound nella Carolina del Nord, è la laguna più grande lungo la East Coast degli Stati Uniti d'America. È lunga 129 km (80 miglia) e larga da 24 a 48 km (da 15 a 30 miglia). È uno specchio d'acqua separato dall'Oceano Atlantico dalle Outer Banks, una striscia di isolette basse e sabbiose tra cui Cape Hatteras. I fiumi Neuse e Pamlico (il secondo è l'estuario del fiume Tar) vi affluiscono provenienti da Ovest. Pamlico Sound è collegata a Nord con Albemarle Sound attraverso il Roanoke Sound e il Croatan Sound. Core Sound è la stretta terminazione meridionale.
L'esploratore Giovanni da Verrazzano scambiò lo stretto per l'Oceano Pacifico. Il braccio di fiume e la sua insenatura sono noti per le ampie distese di acqua poco profonda e occasionalmente si prosciuga, rendendo l'area rischiosa per i grandi vascelli. In aggiunta, le acque poco profonde sono sensibili al vento e ai cambiamenti della marea causati dalla pressione atmosferica. Questo effetto è amplificato nei fiumi tributari, in cui il livello dell'acqua può cambiare di circa 60 cm in tre ore quando i venti sono forti ed in linea con la corrente dei fiumi.
Lo stretto di Pamlico è parte di una grande rete di estuari e lagune. Nell'insieme è il secondo estuario più grande degli Stati Uniti d'America; (Chesapeake Bay è il maggiore). In totale è composto da sette bracci di fiume: Albemarle Sound, Currituck Sound, Croatan Sound, Pamlico Sound, Bogue Sound, Core Sound, and Roanoke Sound.
La costa di Capo Hatteras e di Capo Lookout sono situate sulle isole antistanti. Lungo la costa ci sono molti siti di nidificazione di uccelli acquatici, tra cui il "Pea Island National Wildlife Refuge" ed il "Swanquarter National Wildlife Refuge" sulla terraferma.